# 古德蘭 (印地安納州)
古德蘭（英語：Goodland）是一個位於美國印地安納州牛頓縣的城鎮。

## 人口
根據2010年美國人口普查的數據，古德蘭的面積為1.97平方千米，當中陸地面積為1.97平方千米，而水域面積為0.00平方千米。當地共有人口1,043人，而人口密度為每平方千米529人。